# Drulingen
 Drulingen (en alsacià Drülinge) és un municipi francès, situat a la regió del Gran Est, al departament del Baix Rin. L'any 1999 tenia 1.468 habitants.
Forma part del cantó d'Ingwiller, del districte de Saverne i de la Comunitat de comunes de l'Alsace Bossue.

## Demografia
| 1962 | 1968 | 1975  | 1982  | 1990  | 1999  |
| ---- | ---- | ----- | ----- | ----- | ----- |
| 875  | 918  | 1.217 | 1.480 | 1.466 | 1.468 |

## Administració
| Període | Identitat          | Partit |
| ------- | ------------------ | ------ |
| 2001-   | Jean-Louis Scheuer |        |